# Posadas (Andalúzia)
Posadas egy község Spanyolországban, Córdoba tartományban. Posadas Almodóvar del Río, Fuente Palmera, Hornachuelos és Villaviciosa de Córdoba községekkel határos. Lakosainak száma 7224 fő (2024).

## Népesség
A község népessége az elmúlt években az alábbi módon változott:
| Lakosok száma | 7032 | 7257 | 7360 | 7558 | 7628 | 7512 | 7468 | 7325 | 7296 | 7224 |
|               | 2001 | 2004 | 2006 | 2009 | 2011 | 2014 | 2016 | 2019 | 2021 | 2024 |